# Eduardo Iturrizaga
Eduardo Patricio Iturrizaga Bonelli (11 november 1989, Venezuela) is een Venezolaans schaker die sinds 2008 een schaakgrootmeester (GM) is. Hij is de eerste en de enige Venezolaanse grootmeester. Hij nam deel aan de FIDE Wereldbeker in 2007, 2009, 2013 en 2015.

## Schaakcarrière
Iturrizaga leerde schaken op zijn vijfde. Op zijn zevende verhuisde hij naar Peru, maar keerde terug naar Venezuela op zijn negende toen hij intensiever begon te schaken. Op zijn dertiende had hij reeds de titel Internationaal Meester behaald. Iturizzaga heeft het pan-Amerika Onder-16 Kampioenschap in 2004 en het pan-Amerika Junior (U20) Kampioenschap in 2006 gewonnen. Beide toernooien waren in Bogotà.
Iturrizaga heeft vier keer achter elkaar de nationale kampioenschappen gewonnen, van 2005 tot en met 2008. Sinds 2004 speelt hij voor het Venezolaanse team tijdens de Schaakolympiade. Zijn beste prestatie was tijdens de 37e Schaakolympiade in 2006, toen hij 8,5 uit 11 scoorde op het tweede bord. Voor deze prestatie kreeg hij een bronzen medaille. In 2007 kwalificeerde hij zich voor de Wereldbeker Schaken toen hij gedeeld eerste werd op het Amerikaanse Continentale Kampioenschap. Tijdens de eerste ronde, tegen GM Peter Svidler moest hij forfait geven omdat hij verdwaald was op de Russische vliegvelden. In 2009 won Iturrizaga de online play-off voor de C-Groep tijdens het Corus Chess Tournament door GM Alexandr Fier met 3-1 in de finale te verslaan. Hij eindigde op de gedeelde achtste plaats van de veertien deelnemers met een score van 5.5 op 13.
Hij werd gedeeld eerste op het zonetoernooi van San Jose, Costa Rica met Lázaro Bruzón. Iturrizaga kwalificieerde zich toen voor de Wereldbeker schaken in 2009. In de eerste ronde schakelde hij Sergei Tiviakov uit met 3,5-2,5 maar in de tweede ronde was Baadur Jobava te sterk.
In april 2010 won Iturrizaga het 12de Dubai Open Schaakkampioenschap met 7 op 9 van de 36 deelnemende grootmeesters en 154 spelers.
Iturrizaga nam deel aan de Wereldbeker schaken in 2013, maar werd uitgeschakeld in de eerste ronde door Alexander Onischuk. Bij de Wereldbeker 2015 werd hij ook uitgeschakeld in de eerste ronde, door Maxim Rodshtein. In januari 2015 werd hij gedeeld eerste op het Basel Schaakfestival. In 2017 won Iturrizaga de 21ste Hogeschool Zeeland Schaaktoernooi in Vlissingen.

## Speelstijl
Sinds 2010 staat Iturrizaga bekend om zijn damepionspel (1.d4) en de Engelse opening (1.c4) met wit. Met zwart speelt hij vaak de 'versnelde Siciliaanse draak' (een variant van de Siciliaanse opening). Iturrizaga is een bewonderaar van Bobby Fischer en van Levon Aronian.